# Лабеж
Лабе́ж (фр. Labège, окс. Labeja) — коммуна во Франции, находится в регионе Юг — Пиренеи. Департамент — Верхняя Гаронна. Входит в состав кантона Кастане-Толозан. Округ коммуны — Тулуза.
Код INSEE коммуны — 31254.

## География

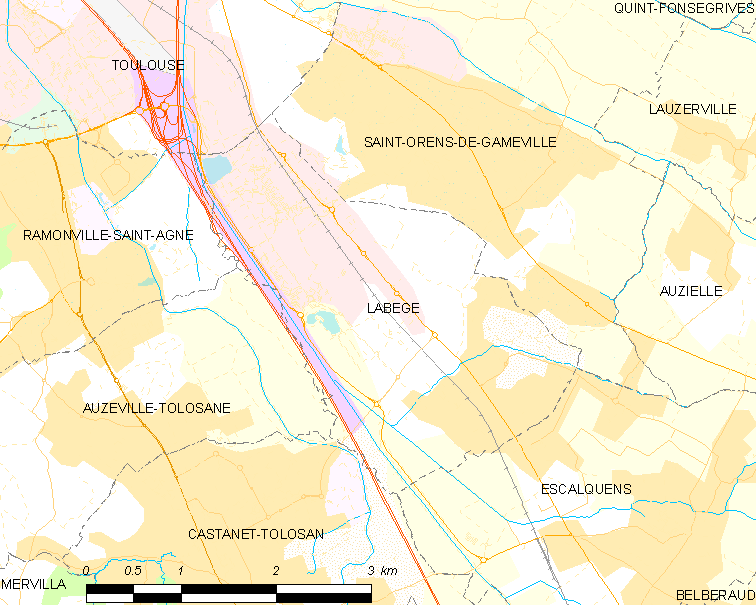
Карта коммуны

Коммуна расположена приблизительно в 600 км к югу от Парижа, в 11 км к юго-востоку от Тулузы.
На западе коммуны протекает река Эр и проходит Южный канал.

## Климат
Климат умеренно-океанический. Зима мягкая и снежная, весна характеризуется сильными дождями и грозами, лето сухое и жаркое, осень солнечная. Преобладают сильные юго-восточные и северо-западные ветры.

## Население
Население коммуны на 2010 год составляло 3861 человек.
| 1962 | 1968 | 1975 | 1982 | 1990 | 1999 | 2010 |
| ---- | ---- | ---- | ---- | ---- | ---- | ---- |
| 585  | 683  | 1403 | 1628 | 2148 | 3149 | 3861 |

## Администрация
| Период | Период | Фамилия         | Партия                  | Примечания |
| ------ | ------ | --------------- | ----------------------- | ---------- |
| 1971   | 2008   | Клод Дюсер      | Социалистическая партия |            |
| 2008   | 2014   | Кристиан Лавинь | Социалистическая партия |            |
| 2014   | 2020   | Клод Дюсер      | Разные левые            |            |

## Экономика
В 2010 году среди 2753 человек трудоспособного возраста (15—64 лет) 1729 были экономически активными, 1024 — неактивными (показатель активности — 62,8 %, в 1999 году было 59,4 %). Из 1729 активных жителей работали 1619 человек (861 мужчина и 758 женщин), безработных было 110 (60 мужчин и 50 женщин). Среди 1024 неактивных 713 человек были учениками или студентами, 163 — пенсионерами, 148 были неактивными по другим причинам.

## Достопримечательности
- Церковь Св. Варфоломея (XIX век)
- Фонтан Св. Сатурнина
- Голубятня (XVIII век). Исторический памятник с 1977 года[4]

## Фотогалерея

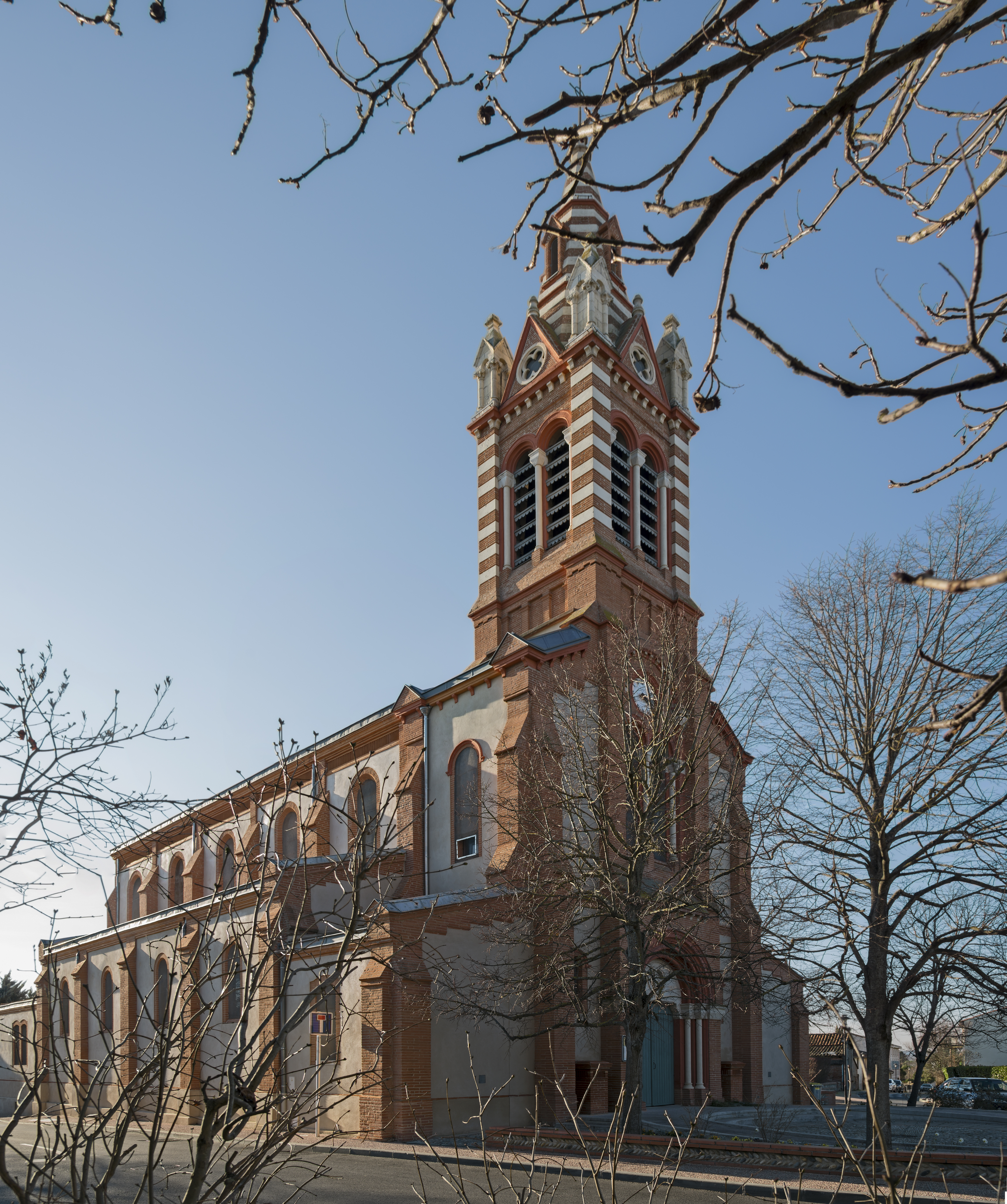
Церковь Св. Варфоломея
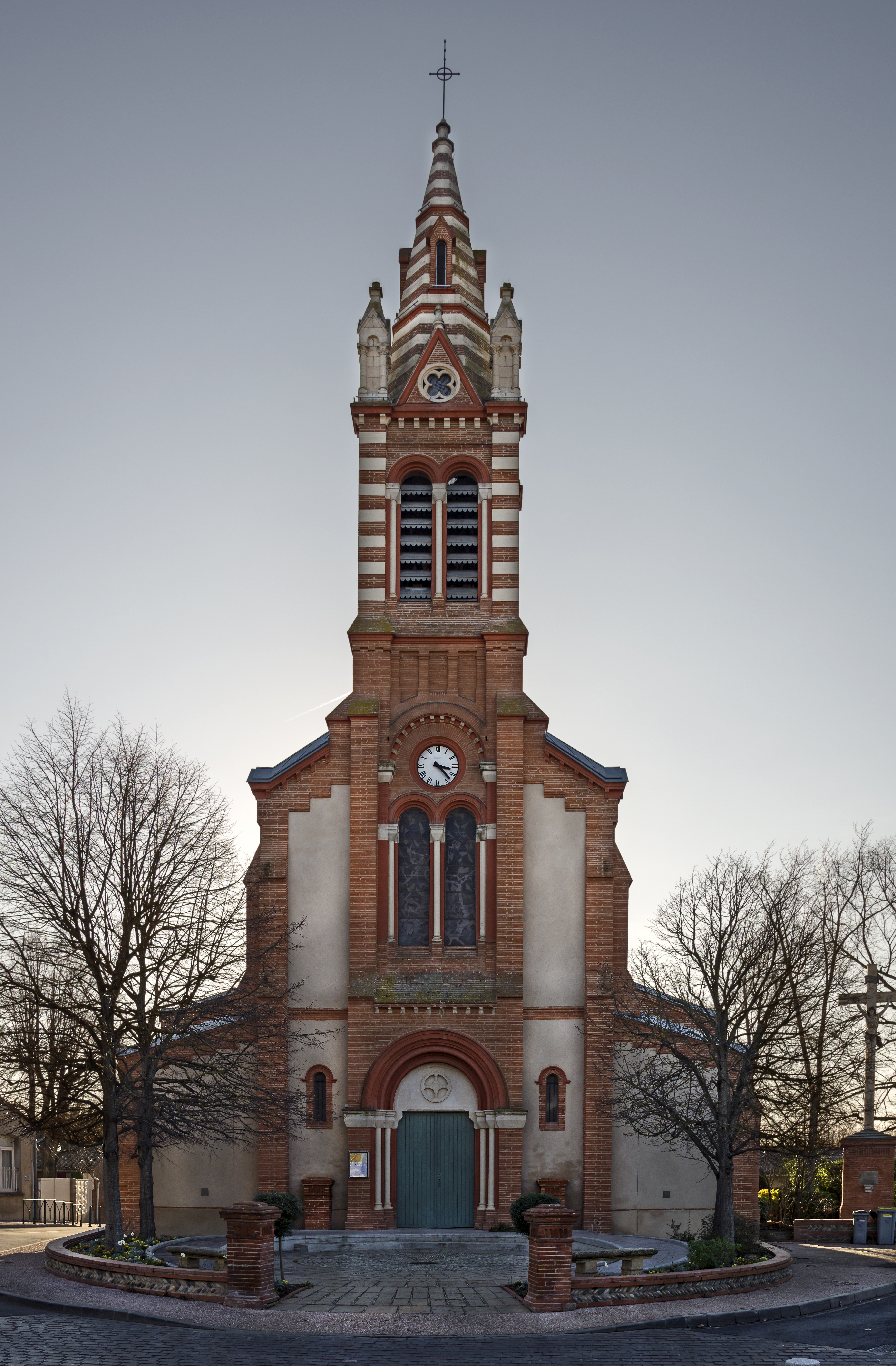
Церковь Св. Варфоломея
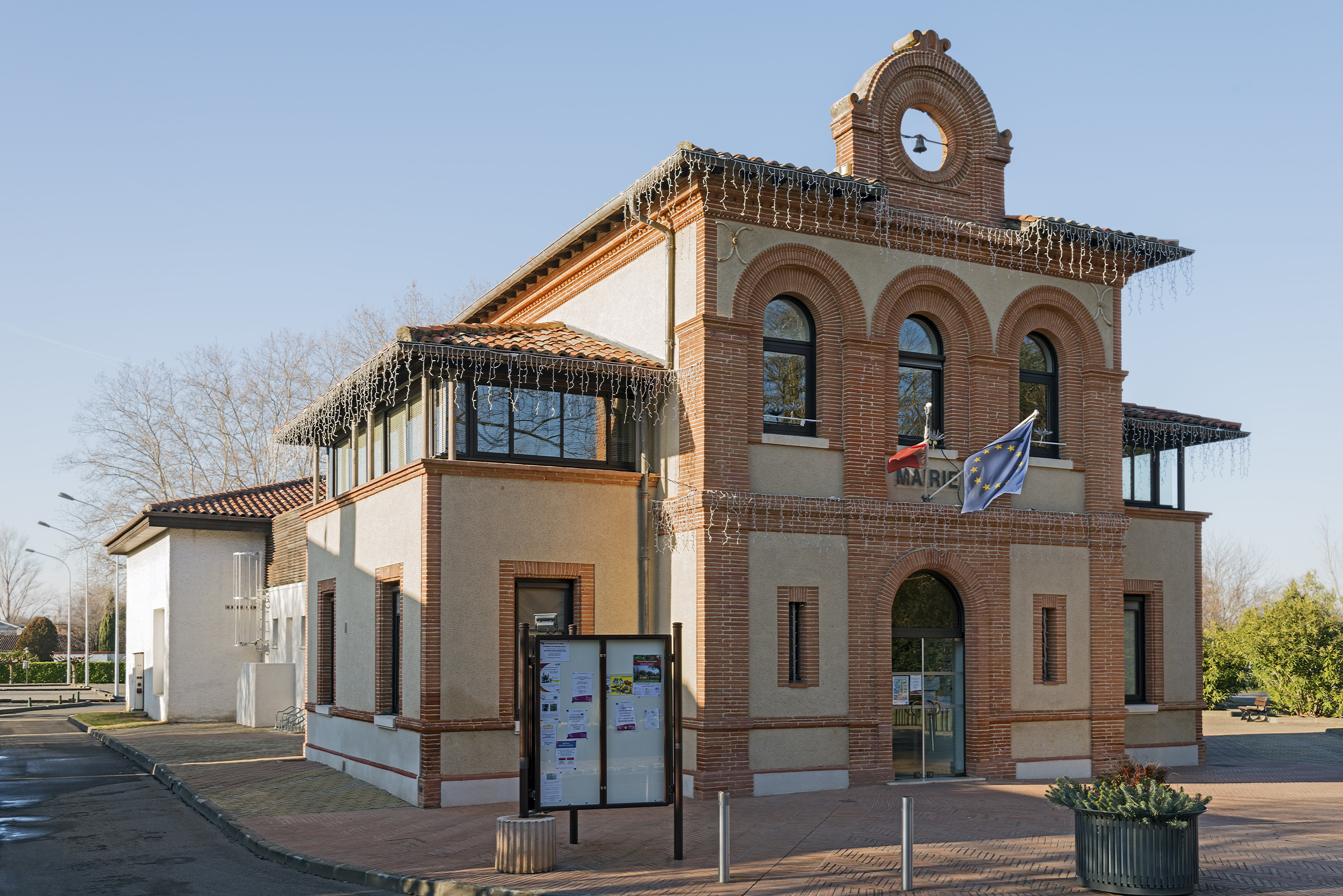
Мэрия
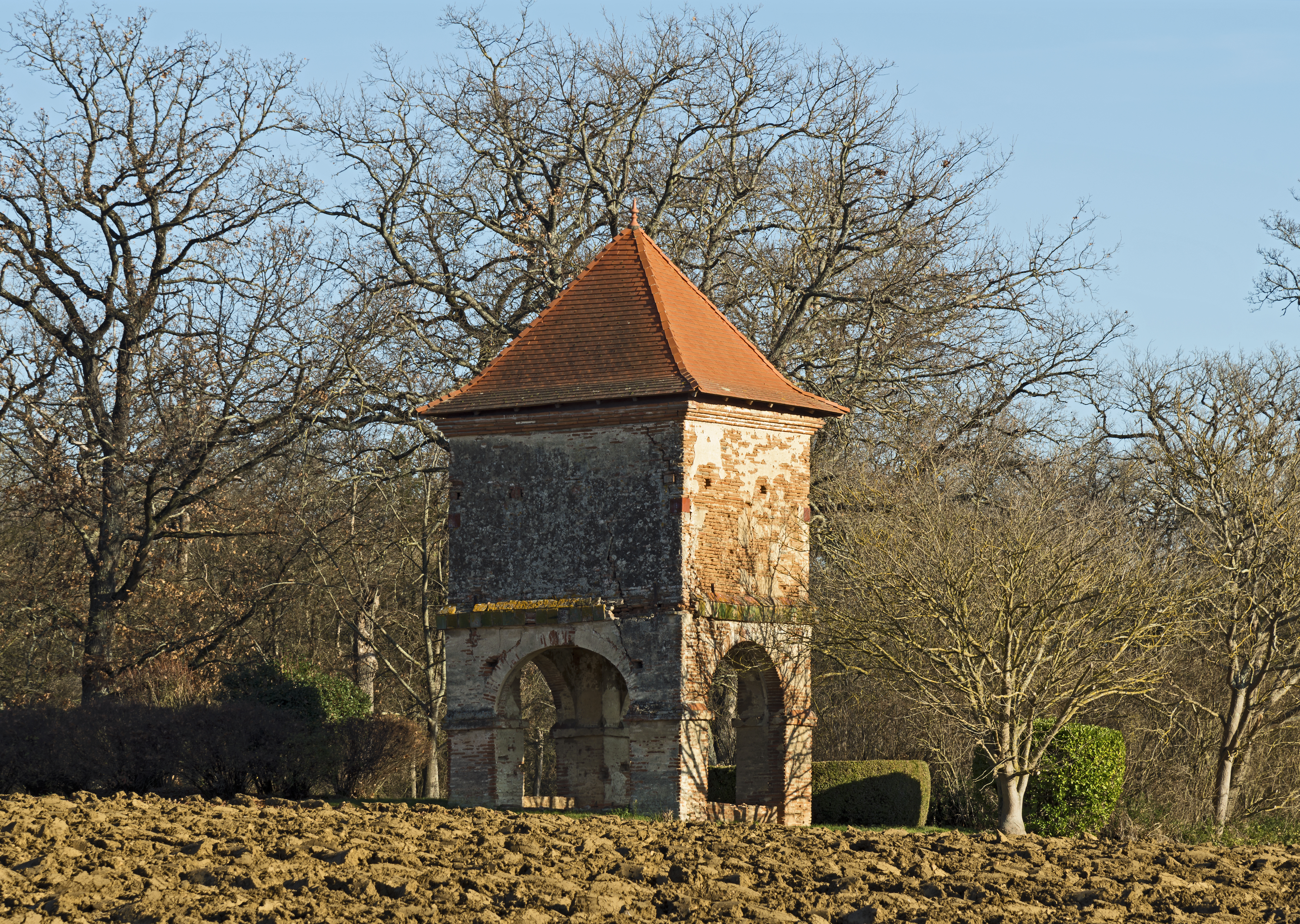
Голубятня
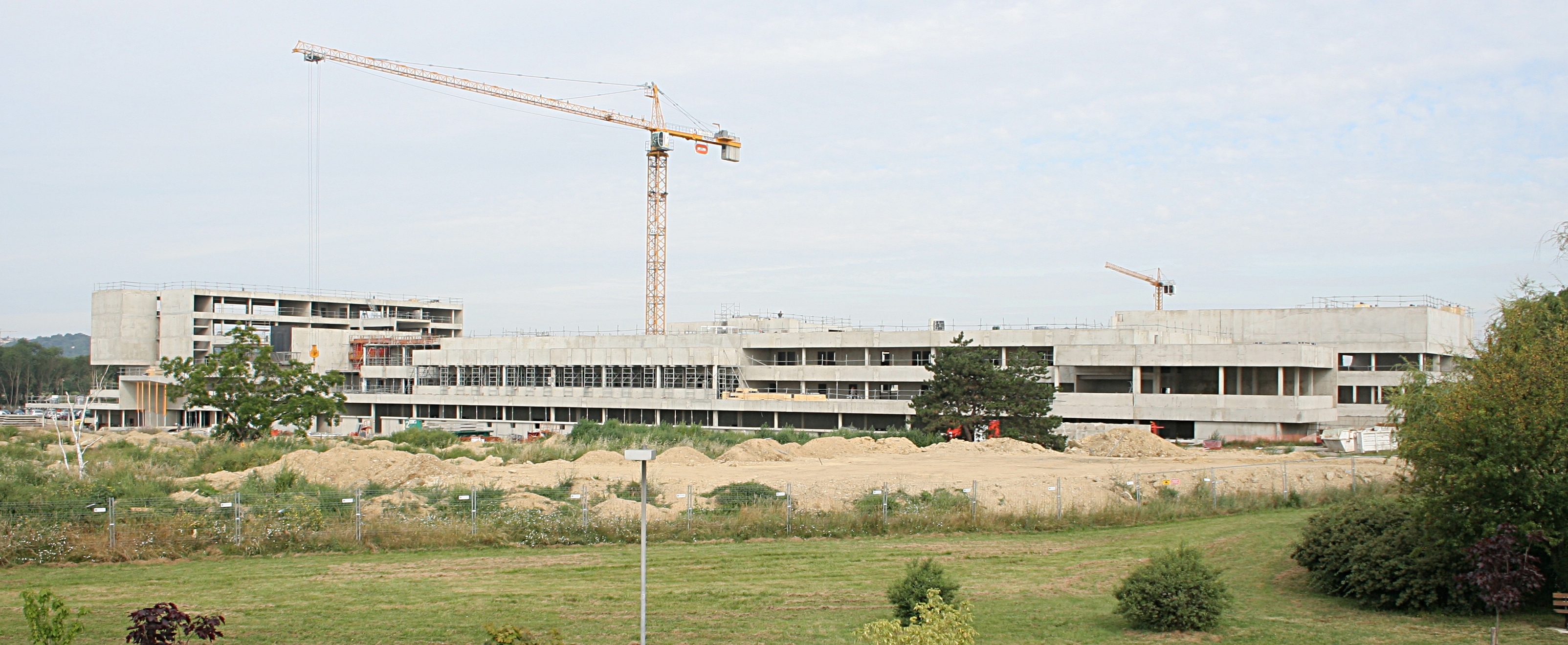
Строительство учебного центра